# Elly Friedmann
Elly Dorothea Friedmann (hebräisch אלי דורותיאה פרידמן; geboren als Elly Wittkower, 27. März 1912 in Berlin; gestorben 14. Mai 1988) war eine britisch-israelische Sportpädagogin.

## Leben
Elly Wittkower war eine Tochter des britischen Kursmaklers Henry Wittkower und der Deutschen Gertrud Ansbach, die Familie wohnte in Berlin. Nach der Flucht aus Deutschland wurde ihre Schwester Kaete Wulf  Literaturagentin in Buenos Aires, ihr Bruder Rudolf Wittkower  britischer Kunsthistoriker, Werner Joseph Wittkower wurde Architekt in Israel. Wittkower heiratete 1941 den Textilkaufmann Ernst Helmut Friedmann, ihr 1947 geborener Sohn Raphael Amit wurde Ökonom. 
Elly Wittkower besuchte von 1918 bis 1925 das Auguste-Viktoria-Lyzeum, absolvierte anschließend eine zweijährige Ausbildung zur Kindergarten-Hortnerin und machte ein Gymnastikexamen. Das Reifezeugnis erhielt sie 1929 an der Aufbauschule Friedrichshain. Sie war Mitglied der zionistischen Jugendorganisation Blau-Weiß. Sie studierte Romanistik in Heidelberg, Bonn, Grenoble und vier Semester an der Berliner Universität. Nach der Machtübergabe an die Nationalsozialisten 1933 ging Wittkower an die Universität Basel und reichte im Juli 1934 ihre Dissertation über Montaigne  bei Marcel Raymond und Herman Schmalenbach ein, das Promotionsverfahren konnte erst nach Kriegsende 1949 abgeschlossen werden. Wittkower selbst ging zur weiteren Ausbildung an das Loughborough College in England. 
Im Jahr 1934 emigrierte sie nach Palästina und arbeitete in den Kibbuzim Mischmar haEmek und En Charod. Ab 1936 war sie Dozentin am Lehrerausbildungsseminar David Yellin College of Education in Jerusalem. Sie lehrte danach am Gordon College of Education in Haifa. Friedmann gründete 1963 das staatliche Sportlehrerseminar in Beʾer Scheva. Sie gab 1977 die Leitung ab, das Seminar ging 1982 im Kaye Academic College of Education auf. 
Friedmann war häufig Gast auf internationalen sportwissenschaftlichen und sportpädagogischen Kongressen. Sie war seit 1965 Mitglied der International Association of Physical Education and Sports for Girls and Women (IAPESGW) und gehörte von 1969 bis 1981 dessen Vorstand an.

## Schriften (Auswahl)

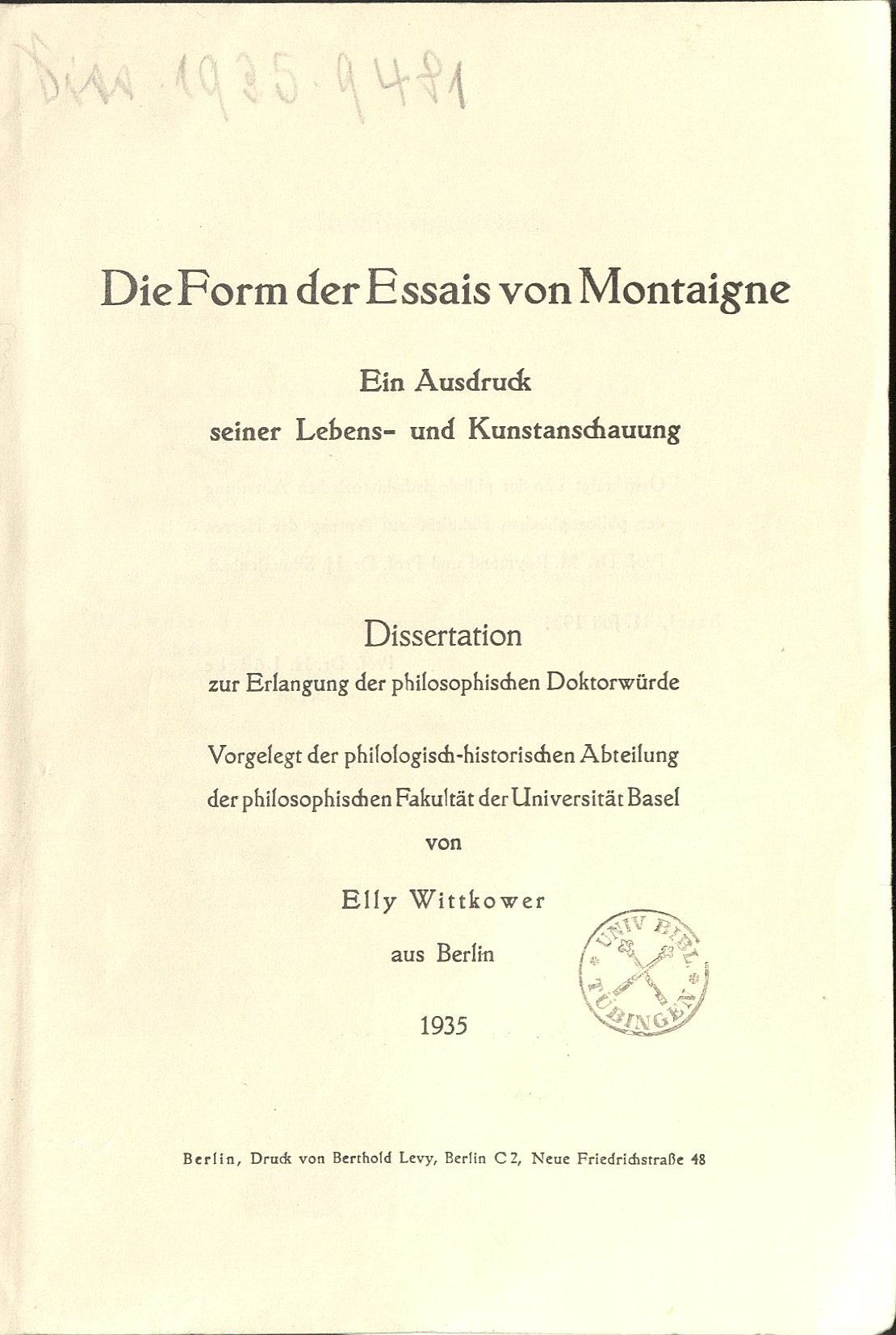
Dissertation (1935)

- Elly Wittkower: Die Form der Essais von Montaigne: ein Ausdruck seiner Lebens- und Kunstanschauung. Berlin : Levy, 1935. Basel, Univ., Diss.
- Fitness through Creative Gymnastics, in: Journal of Health, Physical Education, Recreation. 1957, Heft 6, S. 28–70
- Laban, Alexander, Feldenkrais : Pioniere bewusster Wahrnehmung durch Bewegungserfahrung. Drei Essays. Übersetzung Hildegard Höhr, Theo Kierdorf. Paderborn : Junfermann, 1989